# Maksim Rogov
Maksim Alekseyevich Rogov (tiếng Nga: Максим Алексеевич Рогов; sinh ngày 11 tháng 2 năm 1986) là một cầu thủ bóng đá người Nga. Hiện tại anh thi đấu cho F.K. Dynamo St. Petersburg.

## Sự nghiệp câu lạc bộ
Anh thi đấu cho đội một của F.K. Zenit St. Petersburg tại Cúp quốc gia Nga.
Khi thi đấu cho F.K. Mordovia, anh giành chức vô địch Football Championship of the National League 2011/12.

## Danh hiệu
- Giải bóng đá chuyên nghiệp quốc gia Nga 2016–17, Zone West best player.[1]